# Горский (жилмассив)
Горский — жилой массив на востоке Ленинского района города Новосибирска. Общая площадь его застройки составляет 55 га, а число жителей превышает 20 тысяч человек. Общий жилой фонд двух районов, «Горского-1» и «Горского-2», составляет порядка 422 тыс. м² жилого фонда в 31 жилом доме.

## Застройка
Первыми домами жилого массива стали три крупнопанельных жилых дома (типовая серия 111-97) переменной этажности (блок-секции от 6 до 10 этажей), возводившиеся в начале 1990-х годов в составе молодёжного жилого комплекса «Сибсельмаш».

### «Горский-1»
Комплексное освоение первой очереди жилмассива начато строительной фирмой «Сибирь» в 1991 году. Выделенный под застройку участок общей площадью 3,5 га ранее принадлежал КГБ СССР, а расположенная на его территории телебашня использовалась в советские годы в качестве шумоподавляющей станции. В настоящее время с этой телебашни осуществляет вещание телевизионная станция «Мир» (местный телеканал).
Основную часть строящихся домов составляли многосекционные здания высотой от 6-ти до 11-ти этажей. Все здания (строившиеся ПСК «Сибирь») строились методом монолитного домостроения. Первый такой жилой дом (№ 40) был сдан в эксплуатацию в 1995 году. В течение следующих одиннадцати лет на данном участке появились и более высокие жилые дома. В 2006 году застройка «Горского-1» завершилась постройкой 16-этажного дома № 43. Общая площадь жилищного фонда и помещений нежилого назначения составляет более 300 тыс. м². В ходе освоения этой площадки появились 18 многоэтажных жилых домов, высотой от 7 до 16 этажей. Из них только три не были построены «Сибирью».

### «Горский-2»
К началу 2000-х годов, по мере развития первой пусковой очереди, застройка жилого массива начинается к западу — на территории бывшего тепличного хозяйства «Кировец». Микрорайон, названный «Горским-2» расположился в границах улиц Выставочная, Планировочная и Котовского. Освоение участка общей площадью 20 га началось в 2002 году.
Проект застройки второй очереди микрорайона предполагал снос теплиц бывшего хозяйства и ввод в эксплуатацию 320 тыс. м² жилой и 64 тыс. м² нежилой площади. В 2010 году строительство микрорайона «Горский-2» было завершено. В ходе застройки этой площадки было возведено 16 многоэтажных жилых домов, высотой от 8 до 17 этажей.
В настоящее время на территории этого микрорайона возводится новая школа. Её строительство финансирует городской бюджет. В 2013 году на эти цели заложены 50 млн рублей.

### «Стартовый-Горский»
Расположен в восточной части Горского жилмассива. Согласно планам, на площадке «Стартового-Горского» в 21,6 га планируется построить 325,3 тысяч м² жилья. «Стартовый-Горский» застраивается с июля 2005 года двумя строительными компаниями — фирма «ПСФ» (по улице Стартовая) и «Уникон» (по улице Горская).
По улице Стартовая возводится микрорайон «Радужный каскад». Проект «Радужного каскада» состоял из жилых домов (10 шт.) переменной этажности, автопарковок, а также объектов соцкультбыта (школа, детский сад, спорткомплекс). Ранее эту площадку занимал частный сектор. Сооружение всех его внеплощадочных сетей оценивалось в сумму 323 млн рублей. В 2007 году на этой площадке было сдано 94,7 тысяч м² жилья, а по состоянию на февраль 2011 года — по улице Стартовой были сданы три жилых дома и строители приступили к сооружению ещё одного, 14-этажного 20-подъездного дома. Последнему на архитектурной выставке 2006 года было присвоено звание «самого длинного дома за Уралом».
Второй застройщик «Стартового-Горского» в 2012 году начал возводить треугольный кирпичный жилой комплекс с видом на Обь, под названием «Аурум». Высота будущего дома — 24-этажа. Застройщик здесь уже построил несколько жилых домов (Горский мкр. № 10, 11, 8а и 8), детский сад (Горский мкр. № 11а), успел пройти кризис, и заключить мировое соглашение.

## Инфраструктура
В 2010 году на жилмассиве была введена собственная подстанция «Горская» (110/10 кВ).

### Улицы
Улицы Горского жилмассива: Горская (на территории собственно жилого массива), Блюхера и Туннельная (ограничивают жилмассив c юга и запада), Выставочная и Планировочная. Одноимённая улица является расширенным внутриквартальным проездом.

### Транспорт
Маршруты общественного транспорта:
- А: № 5, № 99
- Тр: № 8, № 15, № 18.

На правый берег города можно уехать только на автобусе № 5.
В перспективе здесь должна появиться остановка западного направления скоростного трамвая.

### Образование
На территории Горского действуют две общеобразовательных школы (№ 210 и № 212) и три детских сада (№ 298, № 348 и № 500). На Горском работают и несколько частных детских садов.

### Здравоохранение
Собственной городской поликлиники на территории жилмассива нет. Проживающие на Горском приписаны к городской поликлинике № 26, расположенной по улице Пархоменко.

## Галерея

### 2000-е

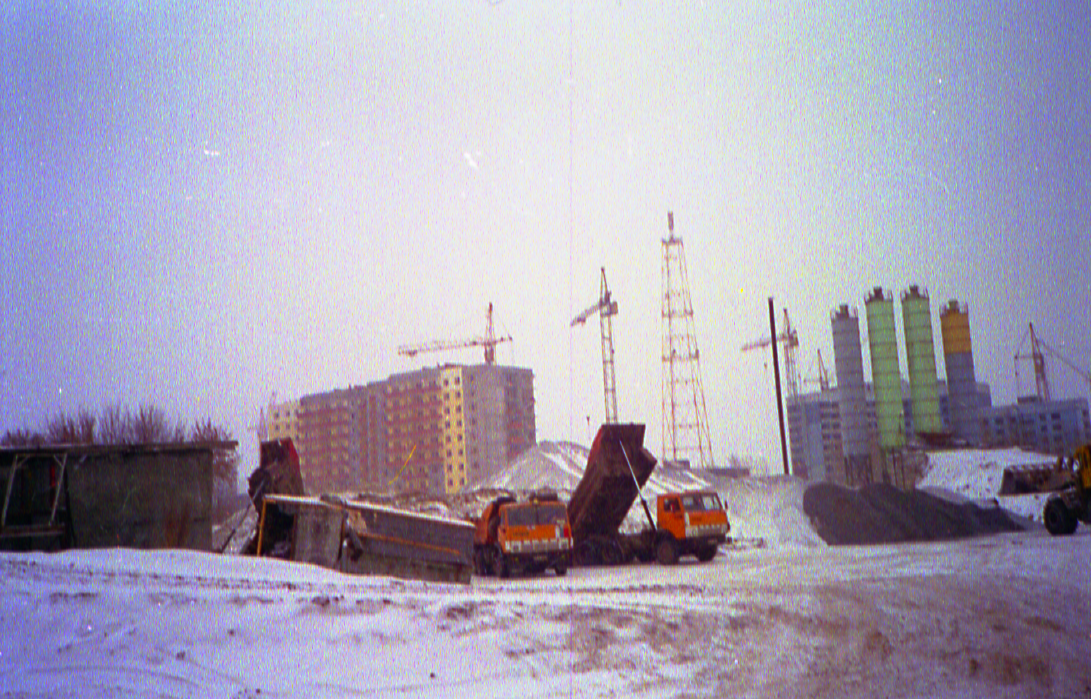
Площадка 1го Горского — возводится 52-й дом «Сибири», а на дальнем плане завершена коробка 54-го дома. 1998 год
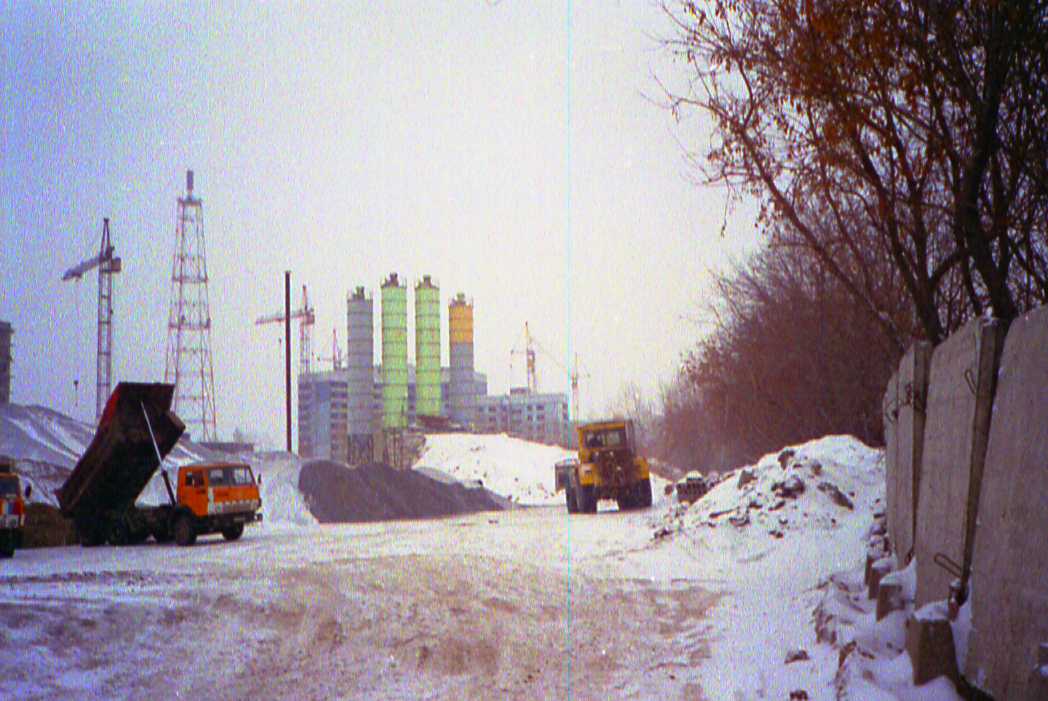
Виден растворный завод «Сибири» и техника. 1998 г.
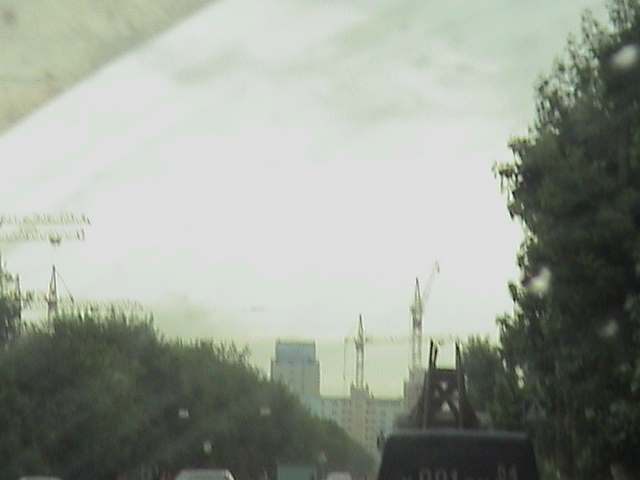
Строящийся 1й Горский в дождь (из авто). Июль 2005 года
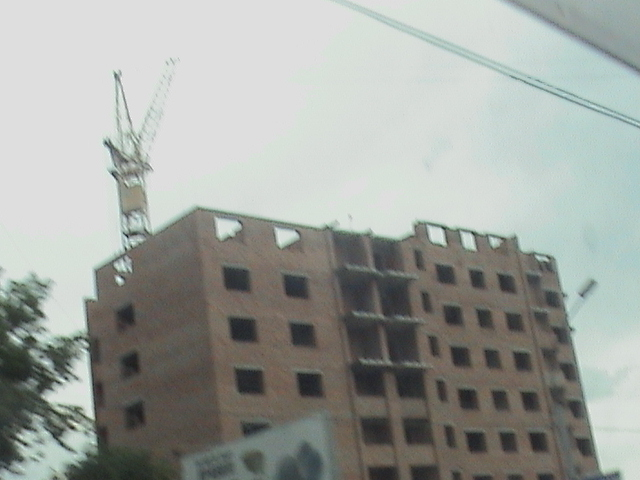
Стройка «Союза-10» — Горский, 1-й дом. Июль 2005
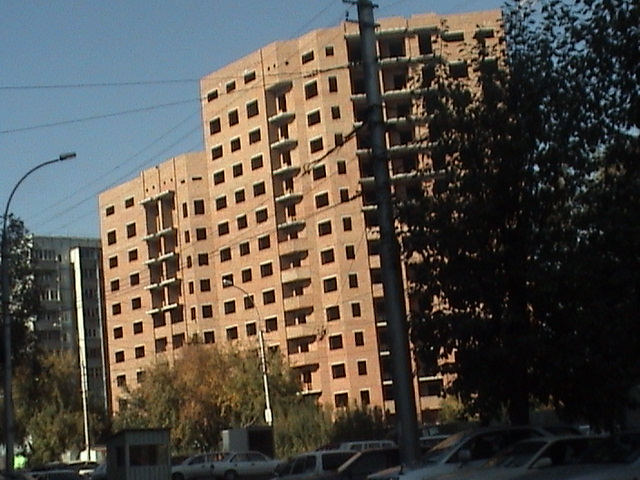
Стройка «Союза-10». Октябрь 2005
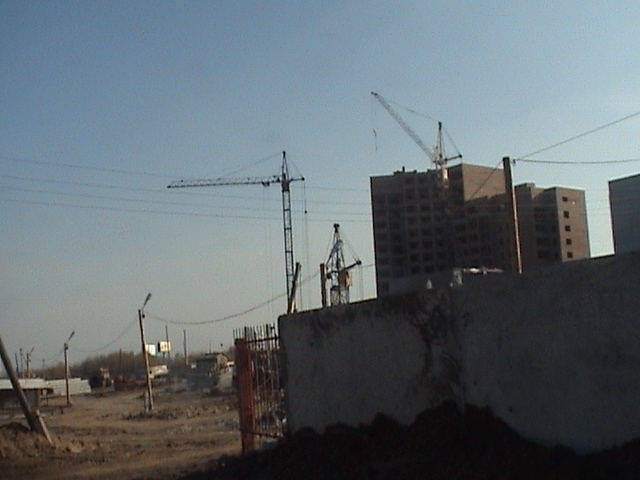
1-й дом. «Уникон» начинает 6-й дом. 15 октября 2005
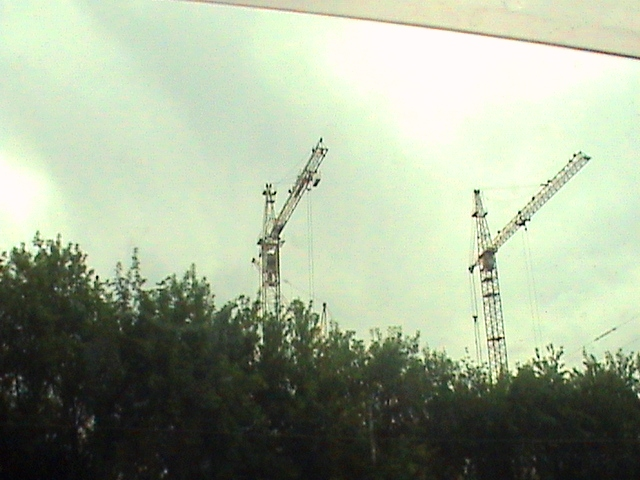
Краны «Сибири» на ж/м Горском-2. Июль 2005.
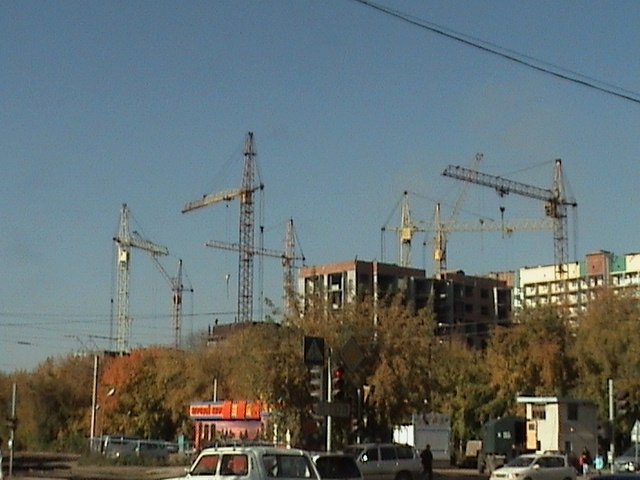
ПСК «Сибирь» — стройка Горского 2го сквозь деревья. Октябрь 2005
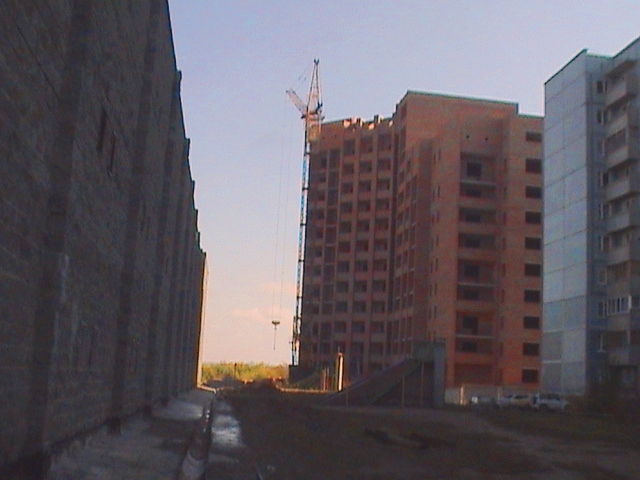
Стройка «Союза-10». 5 Октября 2005
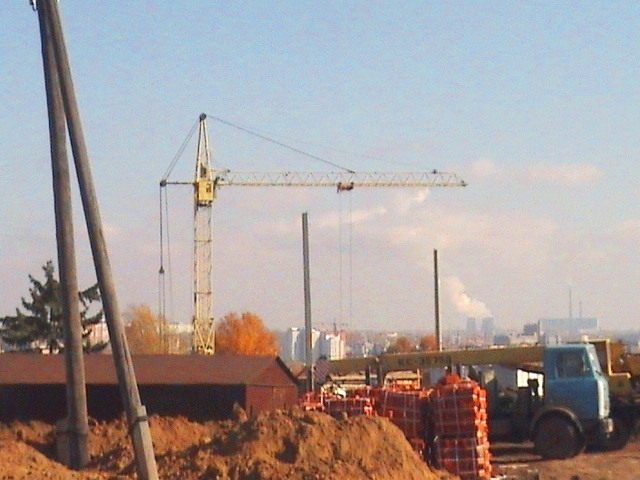
«ПСФ» начинает возводить 2-й дом по улице Горская. На другом берегу виднеются градирни ТЭЦ-5. 5 октября 2005 г.
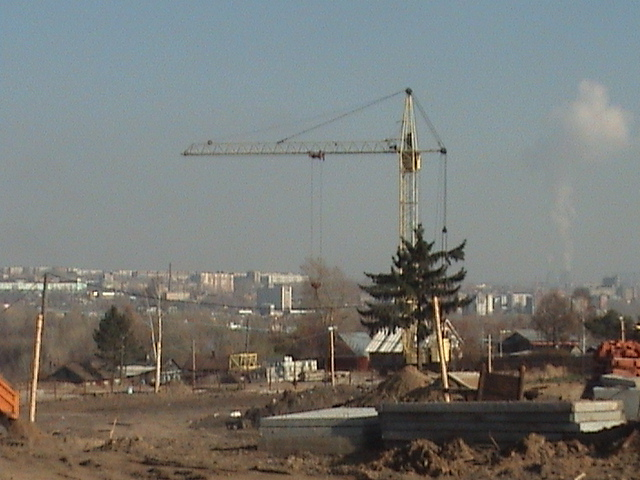
Кран ПСФ строит дом, 5 октября 2005
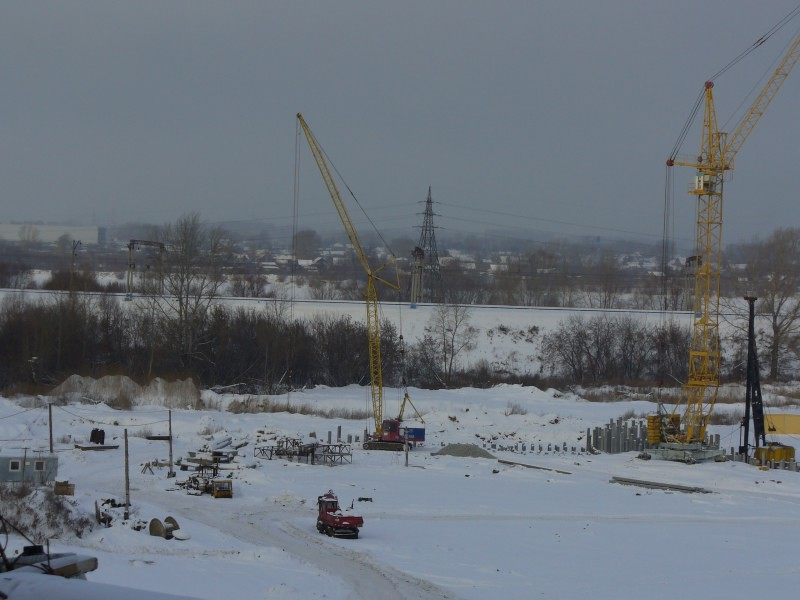
Начало возведения «самого длинного дома»
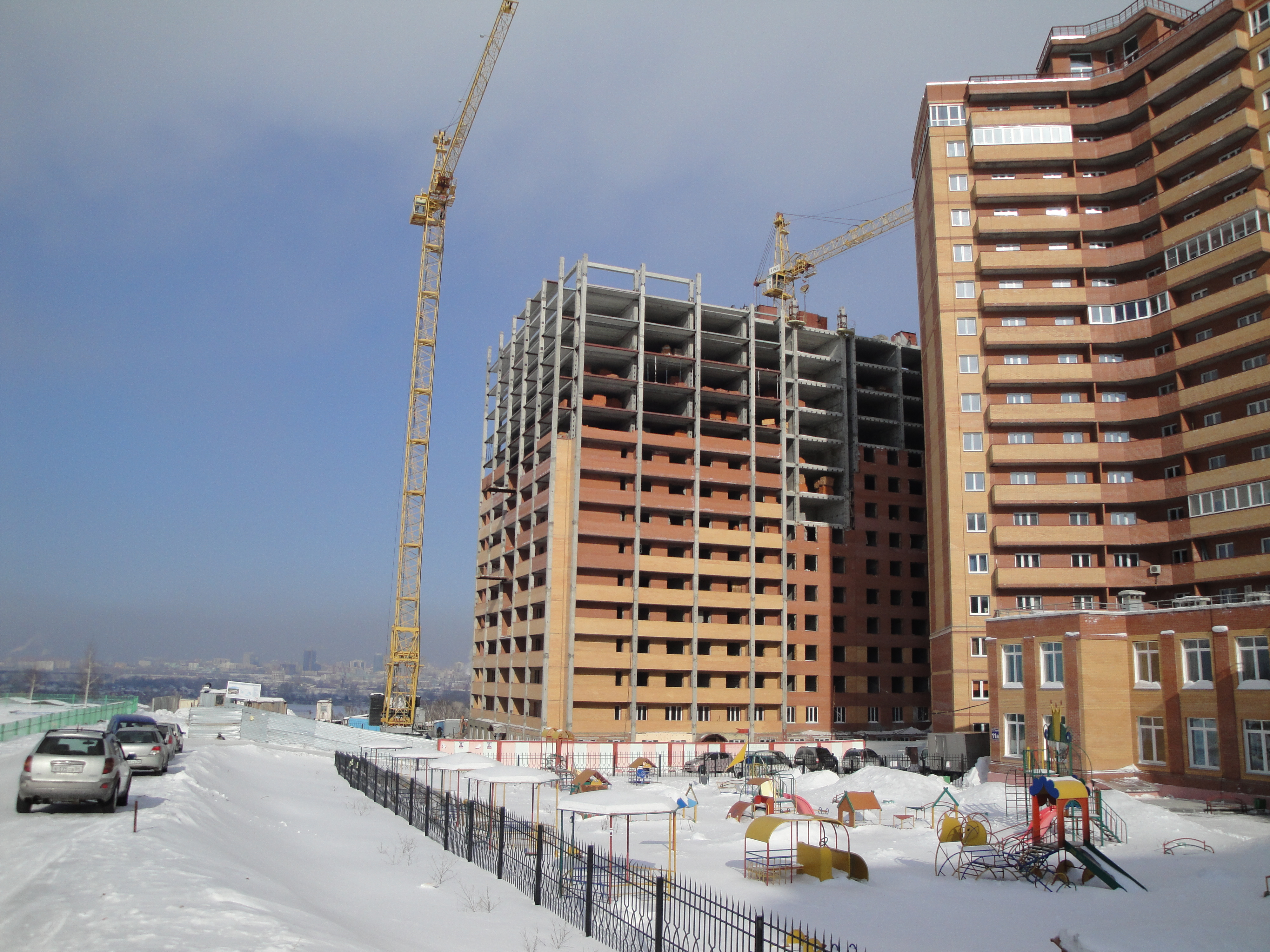
«Уникон» возводит на Горском 10-й дом. 20 февраля 2010

### 2010-е

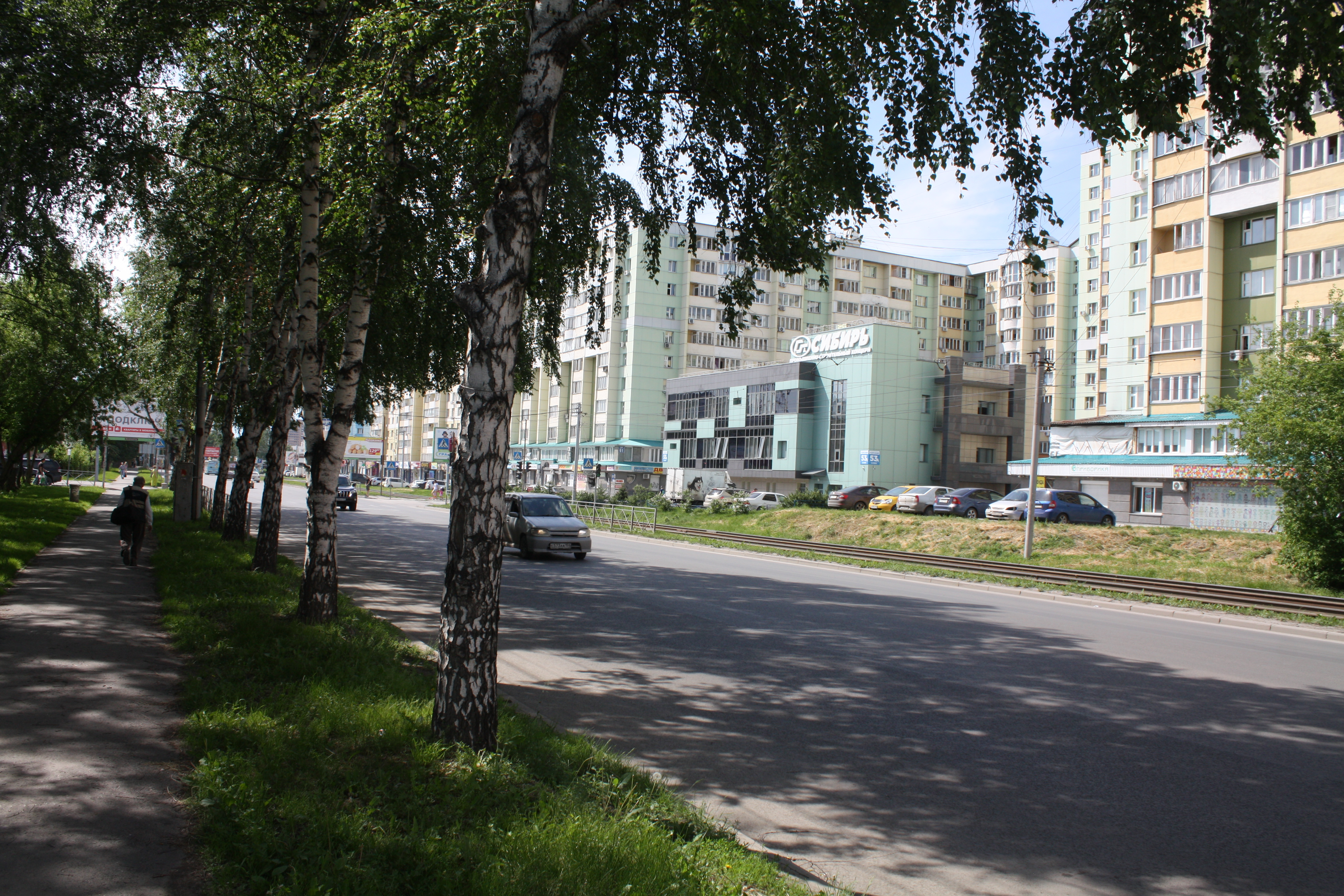
Вид с ул. Котовского, 2018
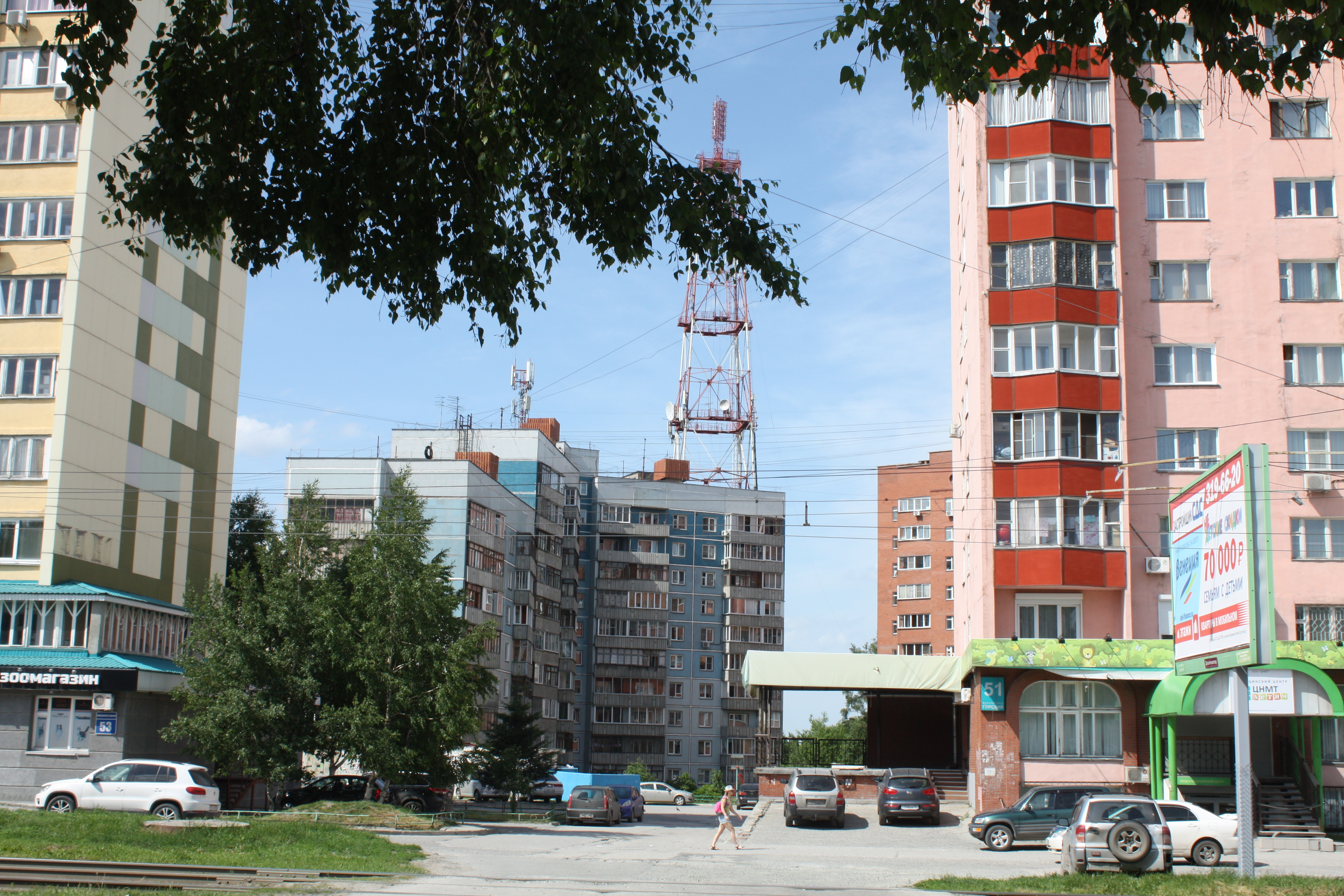
Вид на телебашню СТС-Мир (снесена в кон. июня — нач. июля 2024), 2018
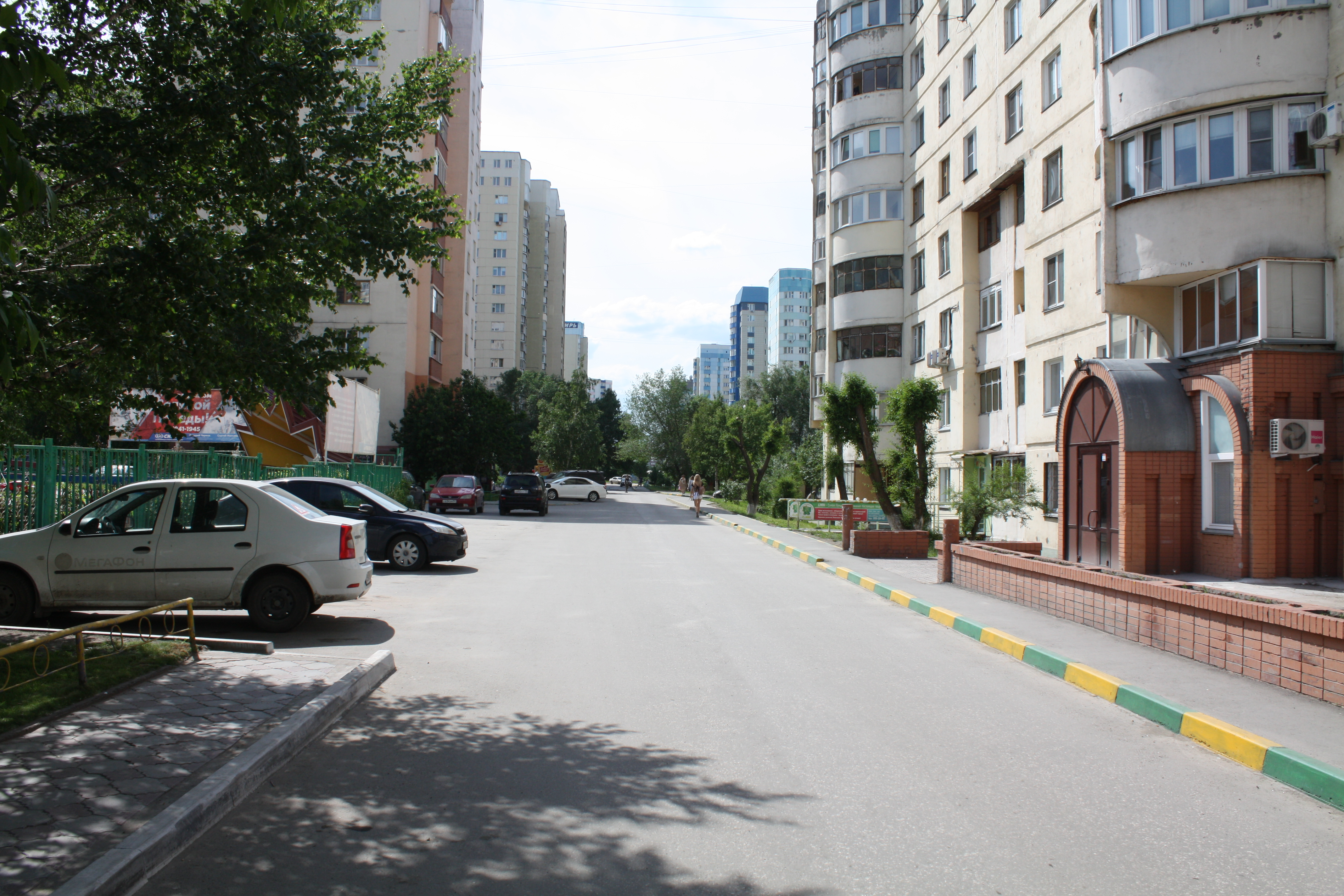
Дорога во дворе м/р Горский-1, 2018
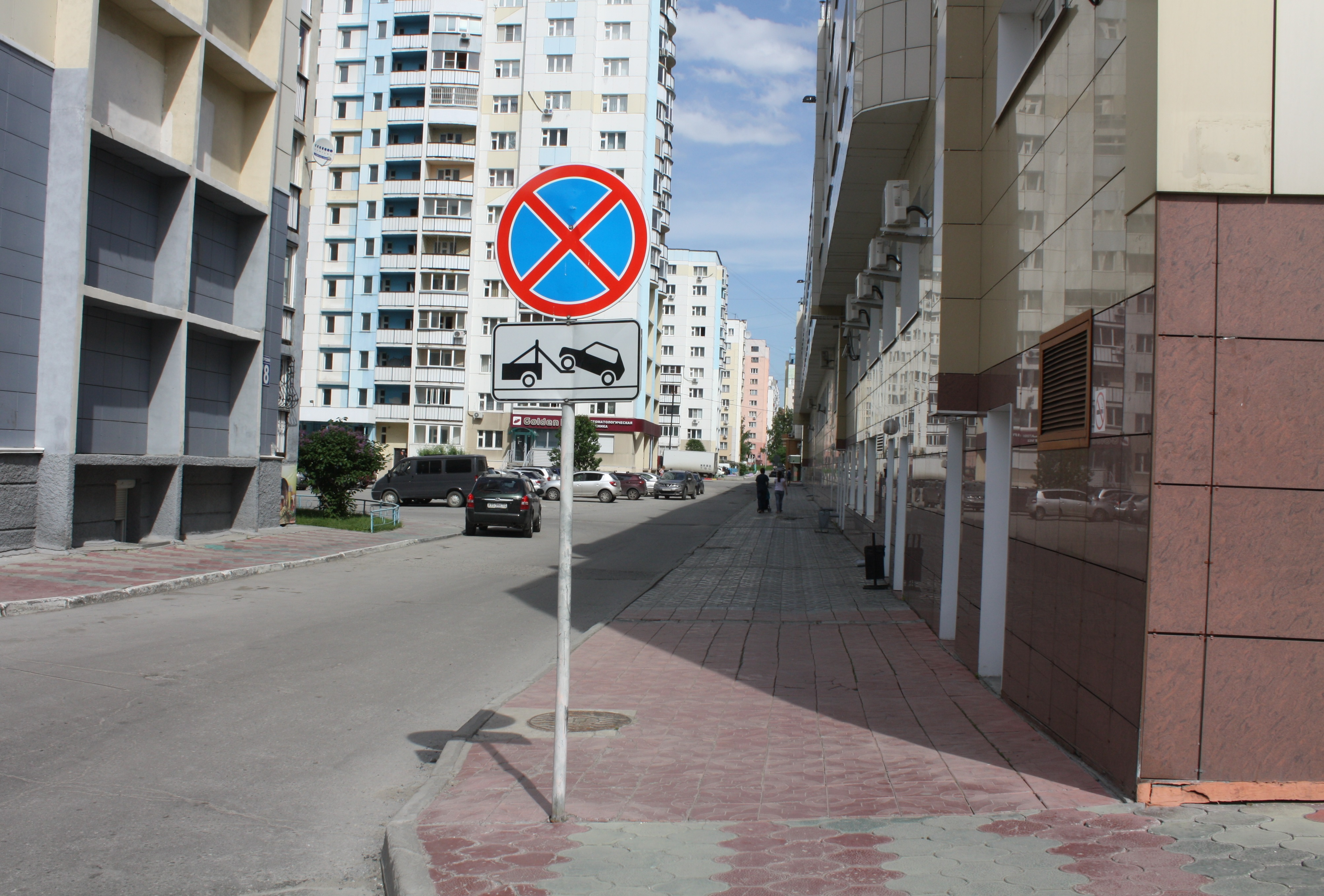
Дорога во дворе м/р Горский-2, 2018
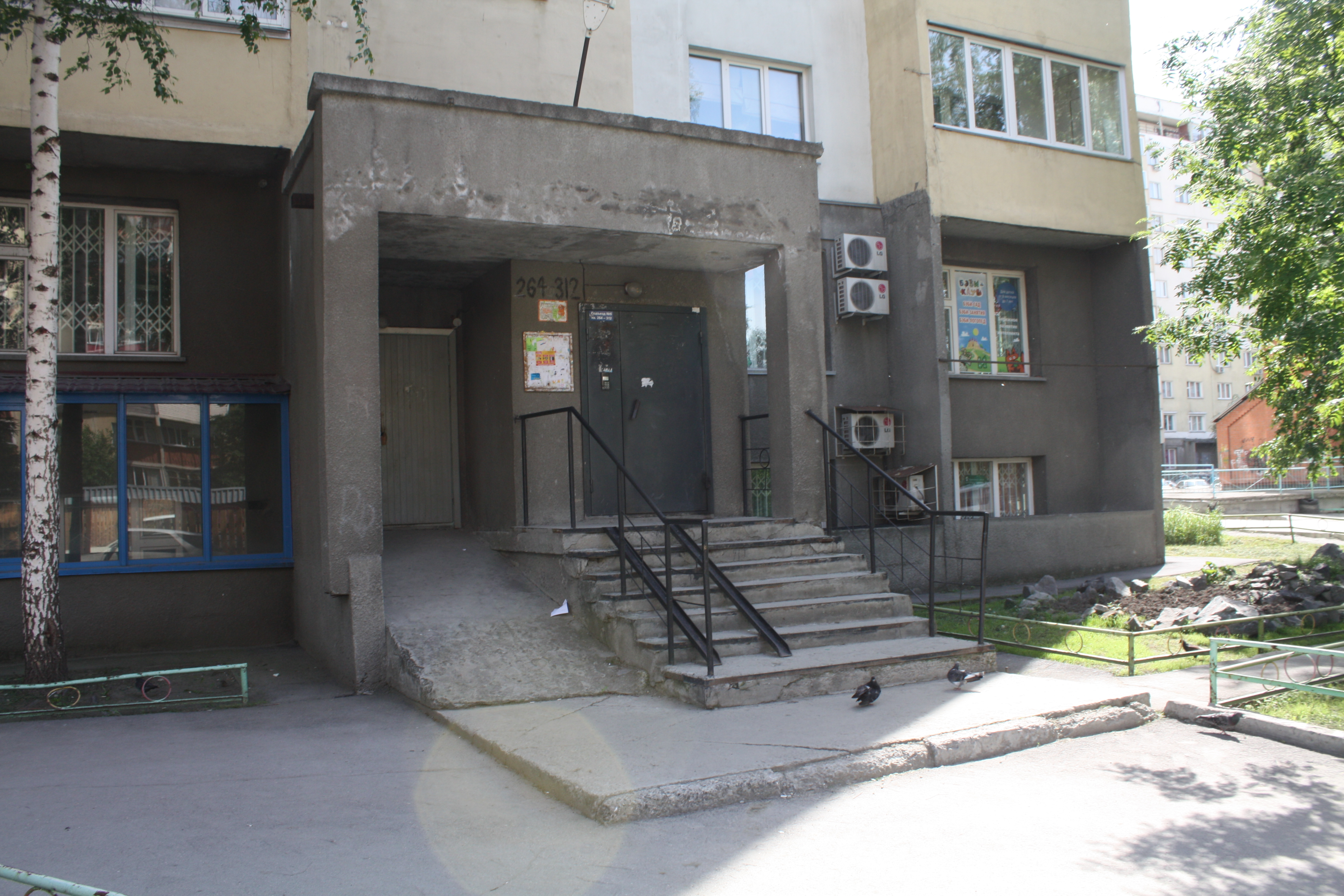
Подъезд одного из домов на Горском-1. 2018.
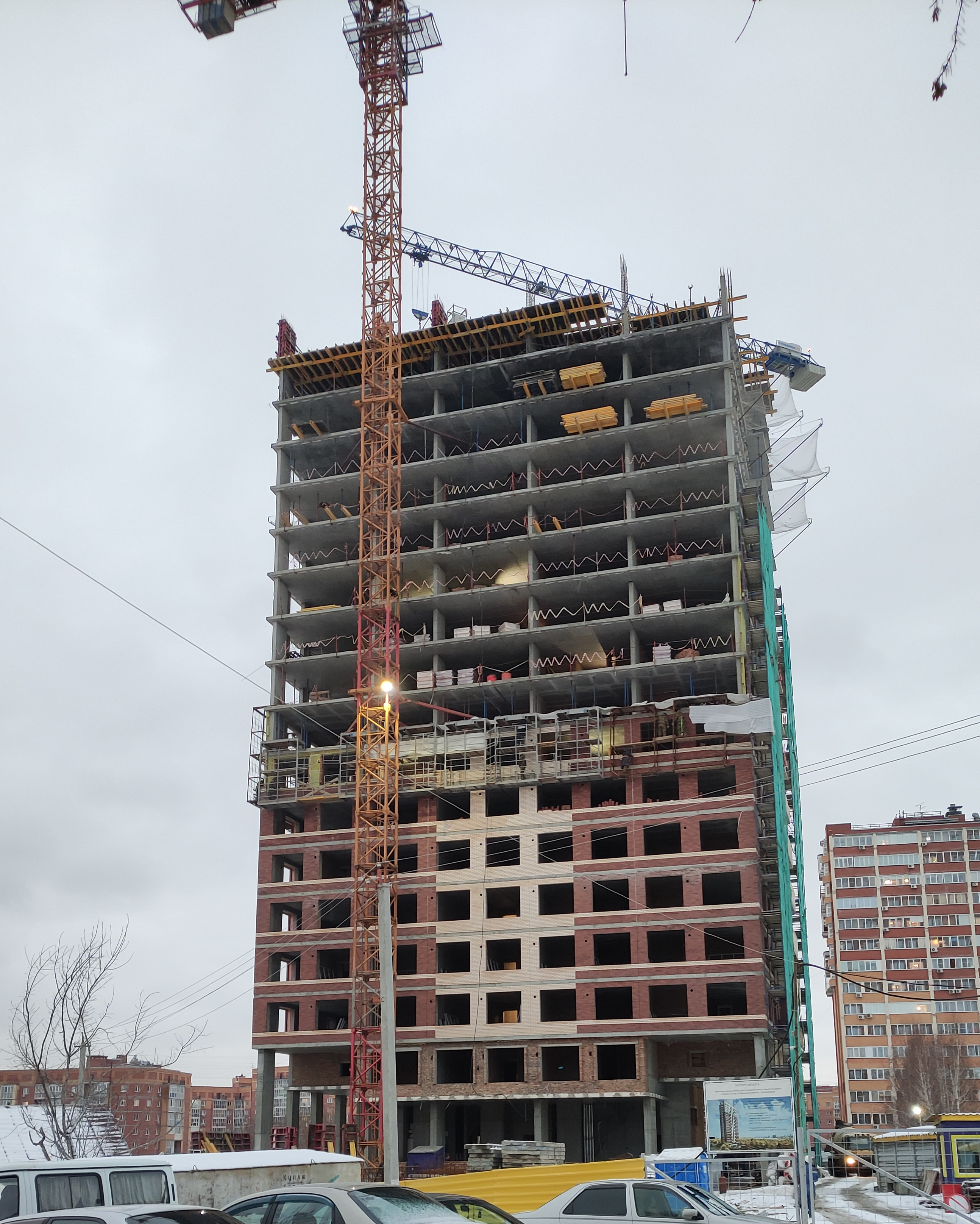
Строящийся многоэтажный дом по адресу Горский микрорайон, 14, ноябрь 2021